# جامعة العهد الجديد
جامعة العهد الجديد (NEU) هي مؤسسة تعليمية خاصة في الفلبين، ويديرها إغليشا ني كريستو (INC). على الرغم من ارتباطها بـ INC ، إلا أنها جامعة غير طائفية. يقع حرمها الرئيسي في نيو إيرا، مدينة كيزون، داخل مجمع المكاتب المركزي التابع للجنة التفاوض الحكومية الدولية. بالإضافة إلى حرمها الرئيسي في مدينة كويزون سيتي، فإن لديها ثلاثة أحرام جامعية في جميع أنحاء الفلبين، بما في ذلك واحد في سان فرناندو سيتي ، بامبانجا، في ليبا سيتي ، باتانجاس، في جنرال سانتوس سيتي وقريباً في سانتا ماريا، بولاكان.
تأسست في 17 يونيو 1975، وكانت تعرف باسم معهد العصر الجديد التعليمي، وكانت تقع في Echague ، Quiapo ، مانيلا، على طول شارع كارلوس بالانكا. وقد قدمت في البداية التعليم الثانوي فقط (المدرسة الثانوية) ولكن توسعت في وقت لاحق في عام 1977 لخدمة التقنية ودورات مهنية تحت مركز التدريب على سبل العيش والمهارات (CLST). كما يقدم برامج الدراسات العليا.
في عام 1981، تم تغيير اسمها إلى كلية New Era College بعد أن منحت وزارة التعليم والثقافة والرياضة (MECS) وضعا جماعيا، وفي وقت لاحق في يونيو 1995، اسمها الحالي، جامعة New Era ، عندما منحت لجنة التعليم العالي (CHED) حالة الجامعة.
يتم تشغيله من قبل INC لتلبية الاحتياجات التعليمية لأعضاء INC على الرغم من أنه يقبل التسجيل من غير الأعضاء INC كذلك. سابقا، وتحت مظلة الجامعة، كانت تدير كلية الوزارة الإنجيلية (المعروفة الآن باسم Iglesia Ni Cristo (كنيسة المسيح) للوزراء) ، حيث يقوم INC بتدريب أعضاء من الذكور ليصبحوا وزراء.
تشمل الكليات الأخرى كلية الهندسة والتكنولوجيا، كلية التمريض، كلية إدارة الأعمال، كلية الآداب والعلوم، كلية التربية، كلية الموسيقى، كلية الحقوق، كلية دراسات الكمبيوتر، كلية المحاسبة، كلية الدراسات العليا، وكلية الاتصالات الحديثة، كلية الطب ومركز العلوم الطبية والصحية المساعدة. ويقدم دورات جديدة في الفلبين بما في ذلك BS Real Estate Management و BS Criminology.
NEU هي المالك القانوني لساحة الفلبين، وهي أكبر ساحة داخلية في العالم بسعة جلوس تزيد عن 50000 شخص.
تستضيف سنويا احتفالات التخرج في الساحة الفلبينية في سيوداد دي فيكتوريا التي يجري تطويرها بسبب وجود اقتراح لنقل الحرم الجامعي الرئيسي لجامعة نيو في هذا الموقع.

## خريج متميز
- كلوديا كورونيل - سيدة أعمال وممثلة فلبينية
- Dennis Relojo-Howell - عالم نفسي في المدونة
- غلاديس ريس - ممثلة فلبينية اشتهرت بدورها كـ «كلارا» في مارا كلارا
- أنتوني تابيرنا - مراسل ومحطة إذاعة وتقاسم المنافع
- إلين دوران - Tawag nang Tanghalan Season 3، 2019 Grand Champion of It's Showtime in ABS-CBN

## روابط خارجية
- الموقع الرسمي